# Mettius Fufetius

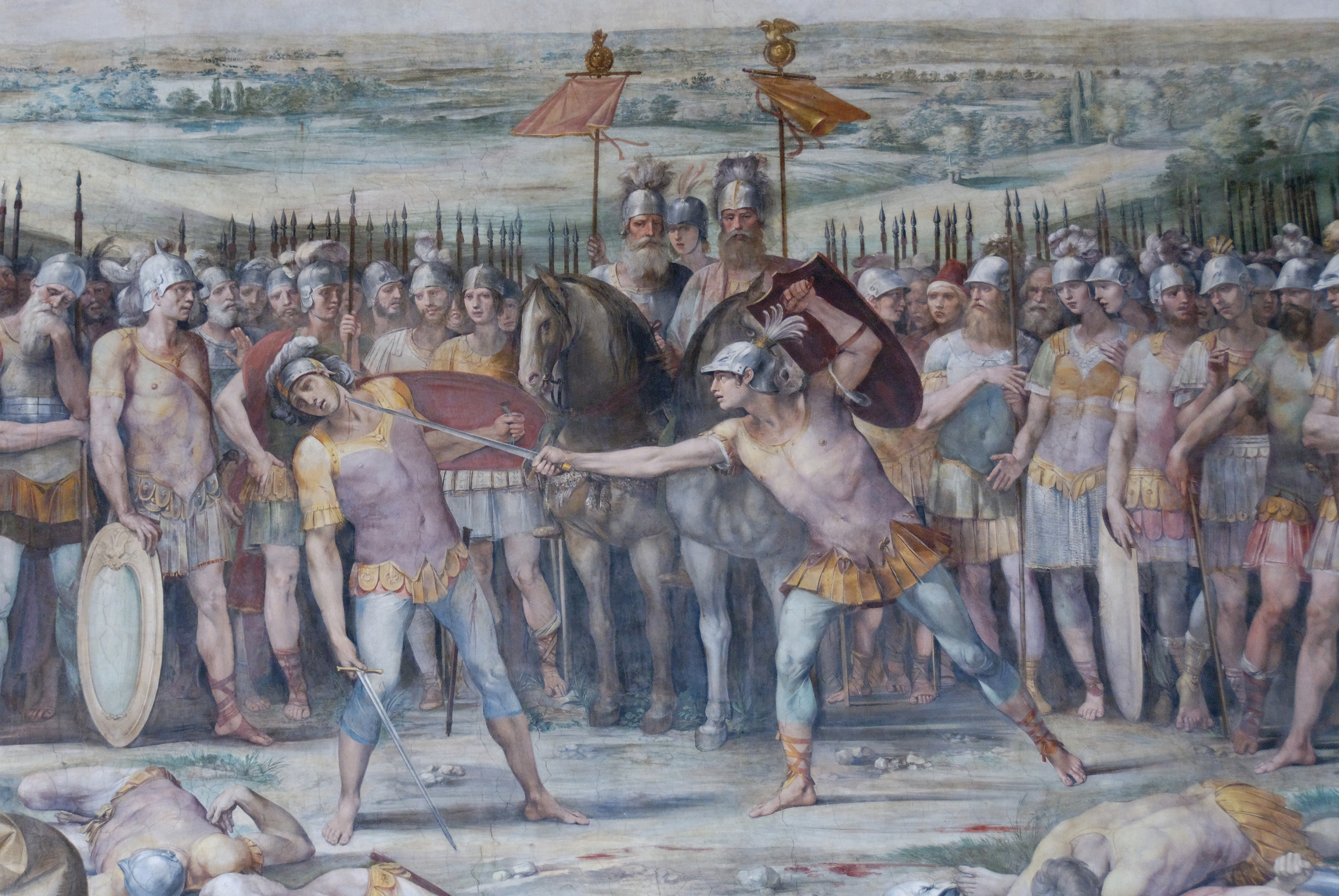
Kampf der Horatier und Curiatier. Mettius Fufetius und Tullus Hostilius im Hintergrund (Giuseppe Cesari, 1612/1613)

Mettius (oder Mettus) Fufetius (- 673 v. Chr.) war das sagenhafte letzte Oberhaupt (dictator nach Livius 1,23,4; dux, dt. „Anführer“ bzw. „Heerführer“ nach Valerius Maximus 7,4,1) der latinischen Stadt Alba Longa.
Im Krieg gegen Rom schlug er vor, den Konflikt durch einen Stellvertreterkampf der römischen Horatius-Drillinge gegen die Curiatius-Drillinge aus Alba Longa zu entscheiden. Da die Horatier gewannen, musste Mettius Fufetius einem Militärbündnis seiner Stadt mit Rom zustimmen.
Insgeheim betrieb er jedoch antirömische Politik, indem er die mit Rom verfeindeten Etruskerstädte Fidenae und Veii dazu ermunterte, Rom 665 v. Chr. den Krieg zu erklären. An der Entscheidungsschlacht nahm er zwar zum Schein auf römischer Seite teil, ließ aber seine Truppen vor dem Beginn des Kampfes abziehen, um das römische Aufgebot zu schwächen und bei einer eventuellen Überlegenheit der Gegenseite die Fronten zu wechseln.
Nachdem die Römer trotz des Abfalls der Albaner die Schlacht gewonnen hatten, wurde Mettius Fufetius vom römischen König Tullus Hostilius durch eine List gefangen gesetzt und zur Strafe für seinen Verrat von zwei Vierspännern in Stücke gerissen. Dieses Verfahren galt später in der römischen Antike als Musterbeispiel für eine besonders grausame Hinrichtung, die von Historikern wie etwa Livius als einzigartig herausgestellt wurde, da die Römer sich ansonsten rühmen könnten, stets mildere Strafen als andere Völker zu verhängen (Livius 1,28,11).